# Gonorrea
La gonorrea (del latín medieval gonorrhoea, derivado del griego γονόρροια [gonórrhoia], «flujo de semen»), también conocida como blenorragia, blenorrea o gonococia, es una infección de transmisión sexual (ITS) provocada por la bacteria Neisseria gonorrhoeae o gonococo, cuyo huésped específico es el ser humano. Afecta principalmente las mucosas del aparato genital y urinario, pero también puede afectar la conjuntiva ocular, la faringe y el recto. 
La gonorrea se propaga a través del contacto sexual con una persona infectada o de madre a hijo durante el parto.  Los hombres infectados pueden experimentar dolor o ardor al orinar, secreción purulenta por la uretra o dolor testicular.  Las mujeres infectadas pueden experimentar ardor al orinar, secreción vaginal, sangrado vaginal entre períodos o dolor pélvico.  Complicaciones en las mujeres incluyen enfermedad pélvica inflamatoria y en los hombres, inflamación del epidídimo, así como infertilidad en ambos sexos.  Sin embargo, muchas de las personas infectadas, en particular las mujeres, no presentan síntomas.  Si no se trata, la gonorrea puede propagarse a las articulaciones o válvulas cardíacas.  La gonorrea afecta a aproximadamente el 0,8 % de las mujeres y al 0,6 % de los hombres.  Se estima que ocurren entre 33 y 106 millones de casos nuevos cada año.  En 2015, causó alrededor de 700 muertes.
El diagnóstico se realiza mediante análisis de orina, examen de uretra en hombres, vagina o cuello uterino en mujeres. Se puede diagnosticar también mediante una muestra de la garganta o el recto en el caso de personas que hayan tenido sexo oral o anal, respectivamente. Se recomienda realizar la prueba anualmente a todas las mujeres sexualmente activas menores de 25 años, así como a aquellas con nuevas parejas sexuales.  La misma recomendación se aplica a los hombres que tienen sexo con hombres (HSH). La gonorrea se puede prevenir con el uso de preservativos, manteniendo relaciones sexuales con una sola persona no infectada o absteniéndose de tener relaciones sexuales.  El tratamiento suele consistir en ceftriaxona inyectable y azitromicina oral.  Se ha desarrollado resistencia a muchos antibióticos utilizados anteriormente, por lo que en ocasiones se requieren dosis más altas de ceftriaxona.

## Historia
La gonorrea se ha reconocido y descrito desde la Antigüedad, donde es mencionada en papiros egipcios, y se sabe que en el tercer milenio antes de Cristo ya causaba estragos en Asia. Hipócrates hizo un diagrama de la infección gonocócica, al disecar la uretra de los hombres que estaban infectados por este agente y anotó modificaciones en el tejido epitelial, secreción y una estenosis (estrechez) uretral que con frecuencia acompaña a la enfermedad no tratada.
En el año 130 d. C., Galeno instauró el término gonorrea, proveniente del griego antiguo γονόρροια, («gonórrhoia»), forma compuesta de γόνος («gonos»: semilla, genitales) y ῥέω, («rhêo»: flujo); es decir, «flujo de semilla», o flujo seminal, por la impresión errónea de considerar a la secreción purulenta que sale por la uretra como una espermatorrea.
La Neisseria gonorrhoeae, organismo causal de la enfermedad, fue descubierta por el médico alemán Albert Neisser (de ahí su nombre) en 1879.

## Epidemiología
La Organización Mundial de la Salud (OMS), estima que se producen 106 millones de casos nuevos en el mundo cada año.
En Estados Unidos de América, la gonorrea ha sido una de las enfermedades contagiosas de mayor frecuencia desde 1965. En ese país, la incidencia de infecciones causadas por N. gonorrhoeae es de aproximadamente 375 casos por cada 100 000 habitantes. En México la incidencia descendió en la segunda mitad del siglo XX, desde 213 casos por cada 100 000 habitantes en 1941 a 20 casos sobre el mismo denominador en 1989. En la década de 1990, la tendencia en México se mantuvo descendente, con una incidencia en 1995 y 1996 de 8,8 y 13,7 por cada 100 000 habitantes, respectivamente.
En Europa se ha encontrado una prevalencia del 1,0 % en la población general, del 3,2 % en trabajadores y trabajadoras sexuales, del 4,9 % en pacientes de clínicas de infecciones de transmisión sexual y del 12,1 % en hombres sintomáticos, así como de 0,9 % entre hombres que tienen sexo con hombres.  Este estudio, incluyendo datos desde 1949 hasta 2021, encontró que la incidencia actual de infección urogenital, anorrectal u orofaríngea era 1,45 veces mayor, 2,75 veces mayor  y 2,64 veces mayor respectivamente en hombres que en mujeres.  También se encontró que si bien la incidencia actual de infección urogenital disminuyó 0,97 veces  anualmente, la incidencia de infección anorrectal y orofaríngea aumentó.
Un metaanálisis de 2024 encontró una prevalencia de 1.9% en la población general en países del Medio Oriente y el Norte de África, por encima del promedio mundial de 0.8%, prevalencia elevada que se encuentra en línea con una prevalencia alta de otras ITS's como la clamidiasis, la tricomoniasis y la sífilis en la región.
Con respecto a poblaciones infértiles, datos de 56 países han indicado una prevalencia media a nivel mundial del 2,2 %, siendo más alta en África, con un 5,0 %. La prevalencia fue mayor en poblaciones con infertilidad tubárica e infertilidad de causa mixta e inexplicable en comparación con otros diagnósticos, como la infertilidad ovárica y no tubárica, y para la infertilidad secundaria (2,5 %) en comparación con la primaria (0,5 %).  La prevalencia varió por región y fue mayor en mujeres que en hombres.

## Etiología
La gonorrea es causada por una bacteria llamada Neisseria gonorrhoeae o gonococo. Esta bacteria es un diplococo Gram negativo, de entre 0,6 a 0,8 micrones de diámetro, no flagelado, sin cápsula, cuya superficie externa está compuesta por fimbrias que consisten en largos pelos denominados pili. En el microscopio se ve como dos estructuras arriñonadas o en granos de café, unidas por la concavidad en pares adyacentes. El gonococo es un microorganismo lábil al calor, a la refrigeración y a diversos antisépticos. Es sensible a la desecación y resiste poco al aire (una o dos horas).
La transmisión puede ocurrir durante el acto sexual, en el parto (si la madre está infectada), o por contaminación al llevar secreciones infectadas de una mucosa a otra.

## Patogenia

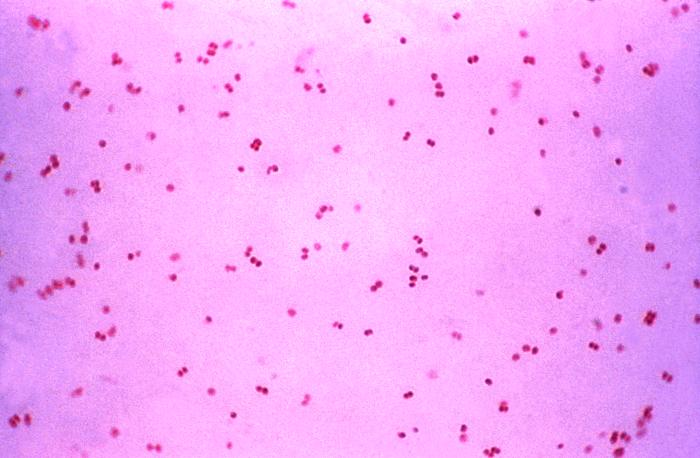
Neisseria gonorrhoeae

Los primeros lugares que afecta la bacteria son el epitelio columnar de la uretra y endocérvix. El recto, la faringe y la conjuntiva de los ojos también pueden verse infectados. La vulva y la vagina de las mujeres, normalmente, también son afectadas, puesto que están ligadas con las células epiteliales. En las mujeres, el cérvix suele ser el primer sitio infectado.

## Cuadro clínico
Aunque es posible que algunos portadores de la gonorrea no presenten ningún síntoma, de todas maneras pueden transmitir la infección a otras personas. El cuadro clínico varía dependiendo del sexo del portador.

### En el varón
Los síntomas en el varón suelen aparecer entre los 2 y los 21 días después de haber contraído la enfermedad. Entre los más habituales se encuentra la secreción uretral de carácter mucoso y tono blanquecino, claro, purulento, grueso y amarillento que libera el pene. También puede manifestarse en dolor al orinar, experimentando una sensación de escozor o quemazón procedente de la uretra. El dolor y la inflamación testiculares son bastante frecuentes en cuadros de gonorrea.
La Neisseria gonorrhoeae puede causar otras complicaciones secundarias como la uretritis y la prostatitis. Muy rara vez se manifiesta esta infección bacteriana de forma asintomática en el varón, siendo casi todos sintomáticos al principio, aunque en un primer momento puede ser confundida con otro tipo de patología urogenital.

### En la mujer
En las mujeres, la infección suele transcurrir de forma asintomática. Sin embargo, pueden presentarse signos y síntomas tales como una secreción vaginal, aumento de ganas de orinar y molestias urinarias (disuria). La expansión del germen hacia las trompas de Falopio puede producir dolor en la zona baja del abdomen, encogimiento, fiebre, náusea y los síntomas generalizados de cuando se tiene una infección bacteriana.
También produce enfermedades como vaginitis y cervicitis, pero también endometritis, salpingitis y enfermedad pélvica inflamatoria (EPI). Caracterizada por enrojecimientos en el área genital. El sistema inmune tiene serios problemas para acabar con Neisseria gonorrhoeae, dado que posee fibras con una alta tasa de variación antigénica. Puede ser causa de esterilidad y de ceguera en el recién nacido.

## Consecuencias
- Puede causar daño a los órganos reproductores.
- Tanto hombres como mujeres pueden quedar estériles. En las mujeres produce enfermedad pélvica inflamatoria (EPI) que causa infertilidad. En hombres con epididimitis también pueden verse afectado el transporte de espermatozoides.
- Una madre que tiene gonorrea puede contagiar a su bebé durante el parto causándole ceguera.
- Puede causar daños al pene, enfermedades de la piel, articulaciones con artritis. Hay una alteración inmunitaria que desencadena la bacteria que afecta a los ojos con conjuntivitis o uveítis, articulaciones (artritis reactiva) y genitourinarias (uretritis o cervicitis).
- Secreción espesa amarilla o blanca de la vagina.
- Ardor o dolor al orinar.
- Menstruación anormal o pérdida de sangre vaginal entre menstruaciones.
- Calambres y ardor en la parte baja del abdomen.
- Produce inflamación y obstrucción de las trompas o abscesos (cúmulos de pus) en los ovarios.
- En el hombre infecciones en la uretra, próstata, vesículas seminales y el epidídimo.

## Complicaciones
Cuando la gonorrea no se trata, puede ocasionar problemas de salud graves y permanentes tanto en los hombres como en las mujeres, pudiendo quedar estériles si padecen una gonococia complicada con epididimitis en el caso de los hombres, o con salpingitis o enfermedad pélvica inflamatoria en el caso de las mujeres.
Si la gonorrea no se trata, puede propagarse a la sangre y a las articulaciones, pudiendo, incluso, ocasionar la muerte.

## Tratamiento
La gonorrea (Neisseria gonorrhoeae) es sensible a una amplia gama de antibióticos, pero es capaz de desarrollar resistencia frente a algunos de ellos. Muchas cepas son resistentes a la penicilina. No obstante, antes de la aparición de las cepas resistentes era muy sensible a este antibiótico, cosa sorprendente dado que son bacterias gram negativas. Actualmente es efectivo en el tratamiento de la gonorrea el uso de cefalosporinas de tercera generación como ceftriaxona, cuya administración es por vía intramuscular en dosis de 250 mg en una sola inyección; se puede usar azitromicina (Zithromax), 2 g en una sola dosis para personas que tengan reacciones alérgicas severas a ceftriaxona, cefixima o penicilina. También hay cepas de N. gonorrhoeae resistentes a la azitromicina.
Las parejas sexuales de la persona infectada deben recibir tratamiento antibiótico también. Además deben rastrearse otras ITS en el paciente y en sus parejas sexuales. 
También se suele asociar la cefalosporina con algún macrólido, como azitromicina, por la frecuente coinfección con Chlamydia trachomatis, que causa un cuadro similar a la infección por gonococo, generalmente dos semanas después de iniciado el cuadro, cuya excreción uretral no suele ser de desagradable olor, y con test de Gram negativo.
Las fluoroquinolonas, ciprofloxacino, ofloxacino, norfloxacino y levofloxacino no se recomienda entre el grupo de pacientes que incluyen a hombres que tienen relaciones sexuales con otros hombres y en caso de resistencia a estos medicamentos, el Centro de Control de las Enfermedades y Prevención de los Estados Unidos recomienda el uso de cefalosporinas en conjunto con tetraciclinas. Hasta el 2007, no ha habido nuevas opciones de tratamiento para las especies resistentes a antibióticos más allá de las cefalosporinas.
En 2011, científicos de Japón y Suecia lograron aislar una nueva cepa, llamada H041, que puede provocar esta enfermedad. El análisis de la cepa realizado por el equipo reveló que es extremadamente resistente a todos los antibióticos tipo cefalosporina, los últimos medicamentos efectivos que quedan para tratar la gonorrea.

## Aspectos históricos
Una descripción muy temprana de la gonorrea con información sobre su tratamiento puede encontrarse en los escritos de Aretaios (ca. 80-138 d. C.), un médico griego de la Escuela hipocrática. En Celsus la enfermedad se denomina "Nimia profusio seminis". 
Una mención aún más antigua de la gonorrea con secreción purulenta como síntoma principal se encuentra alrededor del año 1200 a. C. en la Torá.
La diferencia entre flujo uretral y espermatorrea ya era conocida por el médico persa Aly Abbas en el siglo X.
En 1837 el médico francés Philippe Ricord fue el primero en demostrar que, como Johann Clemes Tode y otros antes que él ya habían conjeturado en 1774, La gonorrea es una enfermedad independiente que debe distinguirse de la sífilis. Hasta 1838, ambas enfermedades se conocían anteriormente como morbus venereus (o "epidemia de lujuria").  En 1872, Emil Noeggerath describió las enfermedades anexas gonorreicas. Albert Neisser descubrió por primera vez los gonococos en el frotis uretral de un paciente en 1879, por este motivo, todo el grupo de Neisseria recibió su nombre. En 1881, Carl Siegmund Franz Credé introdujo la profilaxis ocular que lleva su nombre. El ginecólogo alemán Ernst Bumm consiguió cultivar gonococos por primera vez en 1885.
En los Estados Unidos de América, la gonorrea -al igual que otras enfermedades de transmisión sexual- estaba especialmente extendida entre los homosexuales masculinos en la década de 1970. Las organizaciones de defensa de los derechos de los homosexuales, que surgieron en gran número durante este periodo, lamentaron que las autoridades sanitarias no informaran sobre el hecho de que la gonorrea también podía transmitirse a través del sexo oral y anal. Estas prácticas sexuales estaban penadas por la ley en la mayoría de los estados norteamericanos de la época. Por lo general, los médicos tampoco podían diagnosticar las formas orales y rectales de la gonorrea, ya que los pacientes no hablaban de sus hábitos sexuales ni de sus dolencias por miedo a ser procesados. Por ello, en muchas ciudades estadounidenses, las organizaciones homosexuales crearon sus propias clínicas.

## Vacuna
La Organización Mundial de la Salud (OMS) ha colocado a N. gonorrhoeae en la lista de prioridad mundial de patógenos resistentes a los antimicrobianos y busca urgentemente el desarrollo de nuevas estrategias de intervención. N. gonorrhoeae causa 86,9 millones de casos al año en todo el mundo.
El desarrollo de una vacuna contra la gonorrea todavía se encuentra en la fase preclínica, ya que las vacunas candidatas aún no se han utilizado en ensayos clínicos en humanos.